# Neadmete
Neadmete là một chi ốc biển, là động vật thân mềm chân bụng sống ở biển trong họ Cancellariidae.

## Các loài
Các loài trong chi Neadmete gồm có:
- Neadmete cancellata (Kobelt, 1887a)[2]
- Neadmete japonica (E.A. Smith, 1879b)[3]
- Neadmete nakayamai Habe, 1961[4]
- Neadmete okutanii Petit, 1974[5]
- Neadmete profundicola Okutani, 1964[6]